# Município de Madison (condado de Fairfield, Ohio)
O município de Madison (em inglês: Madison Township) é um município localizado no condado de Fairfield no estado estadounidense de Ohio. No ano de 2010 tinha uma população de 1.682 habitantes e uma densidade populacional de 21,98 pessoas por km².

## Geografia
O município de Madison encontra-se localizado nas coordenadas 39° 35′ 53″ N, 82° 40′ 05″ O. Segundo a Departamento do Censo dos Estados Unidos, o município tem uma superfície total de 76.53 km², da qual 76,26 km² correspondem a terra firme e (0,35 %) 0,26 km² é água.

## Demografia
Segundo o censo de 2010, tinha 1.682 habitantes residindo no município de Madison. A densidade populacional era de 21,98 hab./km². Dos 1.682 habitantes, o município de Madison estava composto pelo 97,68 % brancos, o 0,48 % eram afroamericanos, o 0,24 % eram amerindios, o 0,18 % eram asiáticos, o 0,24 % eram de outras raças e o 1,19 % eram de uma mistura de raças. Do total da população o 0,89 % eram hispanos ou latinos de qualquer raça.